# Norbert Ehardsberger
Norbert Ehardsberger (* 11. März 1967) ist ein ehemaliger deutscher Fußballspieler, der bei der SpVgg Unterhaching in der 2. Bundesliga unter Vertrag stand.
Seine Stationen zuvor waren der SV Raisting und die FT Starnberg 09. In der 2. Bundesliga kam er in der Saison 1989/90 siebenmal zum Einsatz. Dabei erzielte er kein Tor. Außerdem spielte er mehrmals in der Bayernauswahl.
Aufgrund vieler Verletzungen und Berufstätigkeit kehrte er zum SV Raisting zurück. In den Jahren um 2002 herum musste er aufgrund dauernder Kniebeschwerden seine Karriere beenden.